# نيولي
نيولي، (بالإنجليزية: Nule)‏، (سردينيا: Nùle)، هي بلدية في مقاطعة
ساساري، في منطقة سردينيا الإيطالية، وتقع على بعد حوالي 140 كم (87 ميل) شمال كالياري، وحوالي 60 كم (37 ميل) جنوب شرق ساساري.

## السكان
في سنة 1861 بلغ عدد السكان 1٬227 نسمة، وتطور العدد ليصل في سنة 2011 لـ 1٬427 نسمة.
يظهر هذا المخطط البياني تطور النمو السكاني لـ نيولي